# Gran Akí
Gran Akí, es una subdivisión de hipermercados de Corporación Favorita. Tiene un área de ventas nacional de 41.039 m² distribuida en 18 locales, y cuenta con 642 empleados de manera directa.

## Historia

### Inicios (2007)
En 2007 se crea Gran Akí. Gran Akí es parte de la división de la cadena "Akí" dirigido por  empresario reconocido en todo el ecuador por contar con numerosos emprendimientos y negocios en la constructoras y edificios de arriendo, incorpora a su línea de oferta productos para el hogar, juguetería, vestido, ferretería, electrodomésticos y entretenimiento, en una suerte de tienda departamental.
Su primer local se inauguró el 23 de julio de 2007 en Cuenca.

### Expansión (2008-presente)
En el año 2008, se inauguró un local en Esmeraldas, y se transformaron los locales de Akí Cayambe en Gran Akí Cayambe y Akí Babahoyo en Gran Akí Babahoyo.
En 2010 se abrieron los locales de Carapungo y Molineros, ambos en Quito. En 2011, se abriron otros locales en Ibarra y Guayaquil. En 2012 se inauguró el local Mapasingue de Guayaquil, y en 2013, el local Tungurahua, en Ambato.
En 2015, Gran Akí abrió 3 locales más, el primero en Quito, en la localidad de Solanda, en el mes de febrero. El segundo, en Santo Domingo de los Colorados, en agosto, y el tercero, en octubre, en la ciudad de Loja.
En 2016 ocurrieron dos acontecimientos de reapertura: el primero ocurrió en Manta, Manabí: después del terremoto suscitado el 16 de abril, el sector donde Gran Akí Tarqui se hallaba, quedó destruido. Por ello, Gran Akí cerró temporalmente por las condiciones del barrio y además para revisar si la estructura del hipermercado quedó afectada, y después, reabrir sus puertas a finales de julio del presente. El segundo ocurrió en Durán, Guayas, donde Gran Akí Durán cerró sus puertas para dar paso a la construcción del Paseo Shopping Durán, donde se mudó hacia el centro de la ciudad e inaugurarlo a mediados de agosto de 2016.
En 2019, Gran Akí abre su local 19 en el sector de Tumbaco, al oriente de Quito, y cuenta actualmente con 6 locales en la provincia de Pichincha.
En julio de 2020, Gran Akí abre sus puertas en el sector de San Rafael, en Sangolquí, al sureste de Quito, sumando 20 locales de la cadena a nivel nacional.
Actualmente, Gran Akí cuenta con 20 locales a nivel nacional.

## Presencia en Ecuador

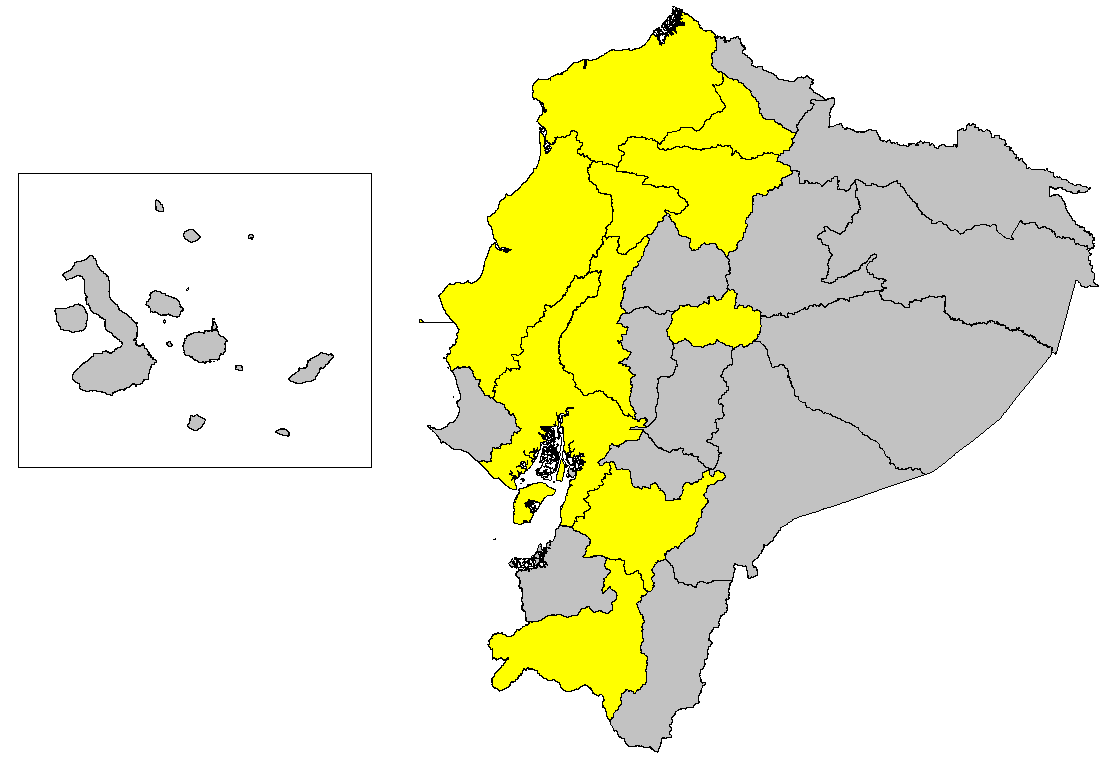
Provincias con locales de Gran Akí
Sin locales de Gran Akí

Gran Akí está presente en 10 provincias del país, con una disponibilidad de 19 locales. A continuación se presenta una tabla con las provincias con presencia de Gran Akí y su cantidad de locales
| Provincia                      | Locales |
| ------------------------------ | ------- |
| Azuay                          | 1       |
| Esmeraldas                     | 1       |
| Guayas                         | 5       |
| Imbabura                       | 1       |
| Loja                           | 1       |
| Los Ríos                       | 1       |
| Manabí                         | 1       |
| Pichincha                      | 7       |
| Santo Domingo de los Tsáchilas | 1       |
| Tungurahua                     | 1       |
| Total                          | 20      |